# Grossmejster
Grossmejster (russisk: Гроссмейстер, da.: Stormester) er en sovjetisk spillefilm fra 1972 instrueret af Sergej Mikaeljan.

## Handling
Filmen handler om den følsomme skakspiller Sergej Khlebnikov, der ikke spiller for at vinde, men som pludselig vinder af en stor skakturnering.

## Medvirkende
- Andrej Mjagkov som Sergej Khlebnikov
- Viktor Kortjnoj som Khlebnikovs træner[6]
- Larisa Malevannaja som Jelena Dontsova, Khlebnikovs hustru
- Emmanuil Vitorgan som Orlov
- Mikhail Kozakov som Vladimir
- Ljudmila Kasatkina

Udover Viktor Kortjnoj medvirker i filmen flere sovjetiske skakspillere i gæsteoptrædener i filmen, herunder
Mikhail Tal, Tigran Petrosjan, Juri Averbakh, Mark Tajmanov, Paul Keres, Aleksandr Kotov og Mikael Tariverdijev